# Resolución 836 del Consejo de Seguridad de las Naciones Unidas
La resolución 836 del Consejo de Seguridad de las Naciones Unidas fue adoptada el 4 de junio de 1993. Después de reafirmar la resolución 713 (1991) y todas las resoluciones subsecuentes sobre la situación en Yugoslavia, el Consejo expreso su alarma por la continua situación en Bosnia y Herzegovina y decidió expandir el mandato de la Fuerza de Protección de las Naciones Unidas (UNPROFOR) permitiéndole el uso de la fuerza para proteger las "áreas seguras".
El Consejo reafirmó la resolución 819 (1993), la cual demandó que un número de ciudades en Bosnia y Herzegovina fuesen tratadas como áreas seguras y también afirmó la soberanía, integridad territorial e independencia del país, condenando todos los ataques y acciones militares contra él. El Consejo también expresó su preocupación sobre las serias violaciones de la ley humanitaria internacional, incluyendo la adquisición de territorio por la fuerza o por limpieza étnica.
La resolución reafirmó la prohibición de vuelos militares impuesta en las resolución 781 (1992), 786 (1992) y 816 (1993) sobre Bosnia y Herzegovina y aseguró que el concepto de "áreas seguras" era en respuesta a una emergencia y contribuiría a una solución política duradera, pero no sería un fin en sí misma. También destacó que una solución duradera requeriría el fin de hostilidades, el retiro desde territorios capturados por la fuerza o por limpieza étnica, el derecho de los refugiados a regresar a sus hogares y el respeto del territorio de Bosnia y Herzegovina.
Actuando bajo el Capítulo VII de la Carta de las Naciones Unidas, el Consejo llamó a la implementación total de todas las resoluciones previas y decidió expandir el mandato del UNPROFOR para permitirle prevenir los ataques en áreas seguras, para vigilar el alto al fuego, para promover el retiro de unidades militares y paramilitares ajenas a aquellas del gobierno de Bosnia y Herzegovina y para ocupar puntos clave en el territorio además de proveer ayuda humanitaria provista en la resolución 776 (1992). Las áreas seguras impuestas fueros medidas temporales con el objetivo de revertir las consecuencias de la violencia y permitiendo a personas desalojadas a regresar a sus hogares.
Dirigiéndose al Secretario General Boutros Boutros-Ghali, el Consejo le pidió hacer ajustes o reforzar UNPROFOR para implementar la resolución presente y para dirigir la Comandante de UNPROFOR a redesplegar las tropas en Bosnia y Herzegovina, exigiéndole a Estados miembros a contribuir con la fuerza de mantenimiento de paz en tanto términos de personal como de logística. UNPROFOR entonces fue autorizado para tomar medidas, incluyendo el uso de la fuerza, como respuesta a bombardeos, ataques, o la interferencia de UNPROFOR o convoyes humanitarios en áreas seguras.
El Consejo también autorizó a los estados a utilizar todas las medidas necesarias, a través de poderío aéreo, para apoyar a UNPROFOR alrededor de las áreas seguras. Se le pidió al Secretario General que reportara dentro de 7 días sobre como la resolución actual sería implementada y los costos necesarios. Dentro de dos meses, Boutros-Ghali tenía que reportar sobre la implementación y el refuerzo de esta resolución. Finalmente, el Consejo destacó la posibilidad de implementar medidas más novedosas y fuertes si era necesario.
La resolución 836 fue aprobada por 13 votos y ninguno en contra, con dos abstenciones de Pakistán y Venezuela.